# Bernard van Lengerich (Unternehmen)
Der Konzern Bernard van Lengerich (BvL) mit der Holdinggesellschaft Bernard van Lengerich Maschinenfabrik GmbH &Co. KG ist ein deutsches Familienunternehmen mit Sitz in Emsbüren (Landkreis Emsland). Innerhalb der Gruppe existieren die drei Geschäftsfelder Maschinenfabrik, Oberflächentechnik und Elektrotechnik. Das Hauptgeschäft der Maschinenfabrik ist dabei die Herstellung landwirtschaftlicher Maschinen für die Fütterungstechnik. Der Unternehmensbereich Oberflächentechnik stellt Reinigungs- und Entfettungsanlagen her. Im Geschäftsfeld Elektrotechnik werden elektrische Installationen angeboten.

## Geschichte
Das Unternehmen wurde 1860 als Huf- und Wagenschmied von Gerhard van Lengerich in Emsbüren im südlichen Emsland gegründet. Sein Sohn und Namensgeber der Firma Bernard van Lengerich begann seine Lehrzeit als Huf- und Wagenschmied bereits bei seinem Vater und vollendete sie bei dem Schmiedemeister Peters in Rheine. Später kam er zur weiteren Ausbildung in die Landmaschinenhandlung und Dreschmaschinenfabrik C. Haasemann & Söhne in Linden bei Hannover. 1883 übernahm er als Schmiedemeister die väterliche Schmiede.
Ab 1908 stellte Bernard van Lengerich nur noch Pflüge her und handelte außerdem mit Landmaschinen. 1923 entstand die BvL-Elektrotechnik. Bereits in den 1930er Jahren exportierte das Unternehmen Pflüge nach Südafrika. Seine drei Söhne Wilhelm, Theodor und Heinrich van Lengerich übernahmen 1939 das Unternehmen in der dritten Generation und lagerten die Produktionsfläche aus dem Ortskern zum heutigen Standort aus. 1960 begann die Entwicklung und Produktion von Futterrübenziehmaschinen. In den 1960er Jahren übernimmt mit Waltraud Sievering (geb. van Lengerich), Wilhelm van Lengerich und Otto van Lengerich die vierte Generation die Geschäfte. Seit 1970 erfolgte der Bau von Ballenförderanlagen und Ballenladern. 1974 erfolgte der Bau des ersten Silageblockschneiders zur Entnahme von Silage aus dem Silostock und weitgehende Spezialisierung und Konzentration von BvL auf den Bereich Fütterungstechnik. 1978 kam es zur Entwicklung und Herstellung des ersten vertikalen Futtermischwagens. 1989 erfolgte die Gründung der BvL Oberflächentechnik zur Entwicklung und Herstellung industrieller Reinigungsanlagen als weiteres Standbein des Unternehmens.
Heute steht das Unternehmen unter der Führung der fünften Generation der Familie.
2010 feierte BvL mit einem Tag der offenen Tür das 150-jährige Bestehen des Unternehmens; als Eröffnungsredner nahm der niedersächsische Ministerpräsident David McAllister teil. Die Exportquote der BvL-GROUP lag 2023 bei 52 %.
2020 wurde das eigene Betriebsrestaurant "anno 1860" eröffnet.

## Geschäftsbereiche

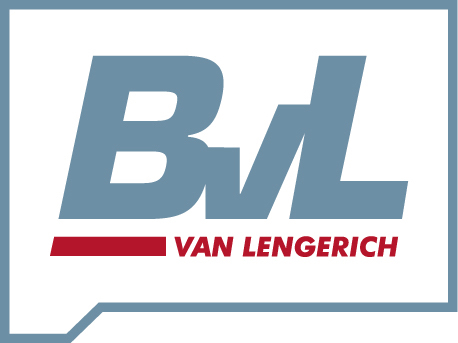
Maschinenfabrik
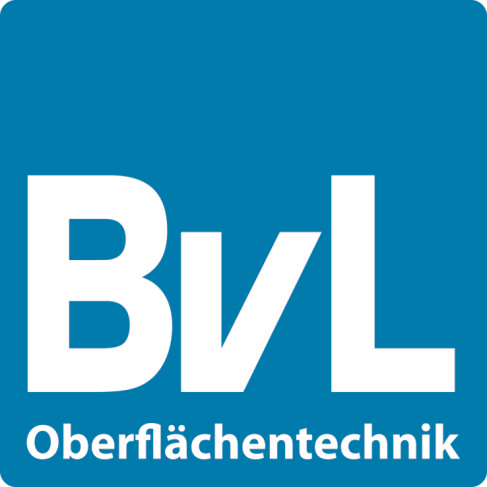
Oberflächentechnik
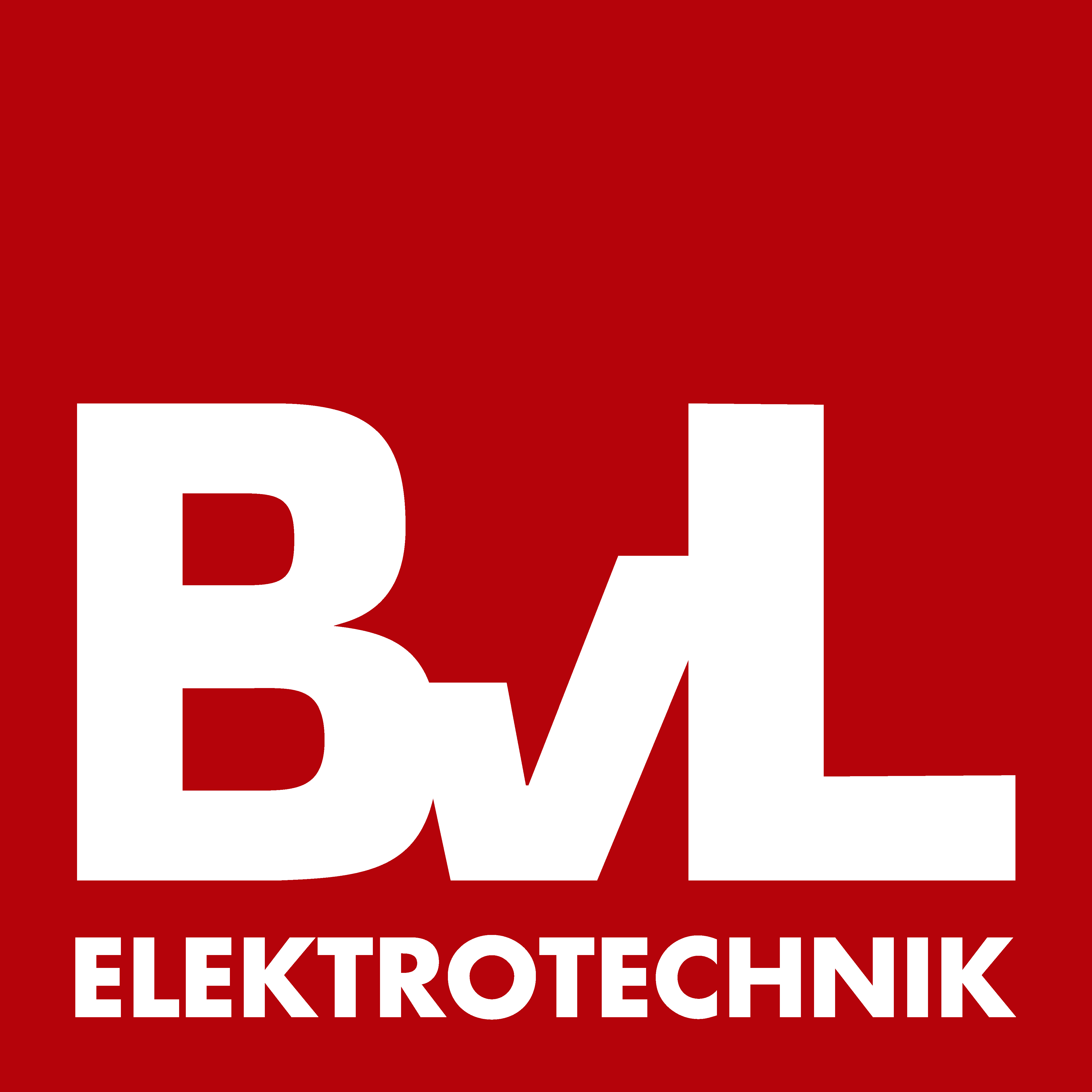
Elektrotechnik

### Maschinenfabrik

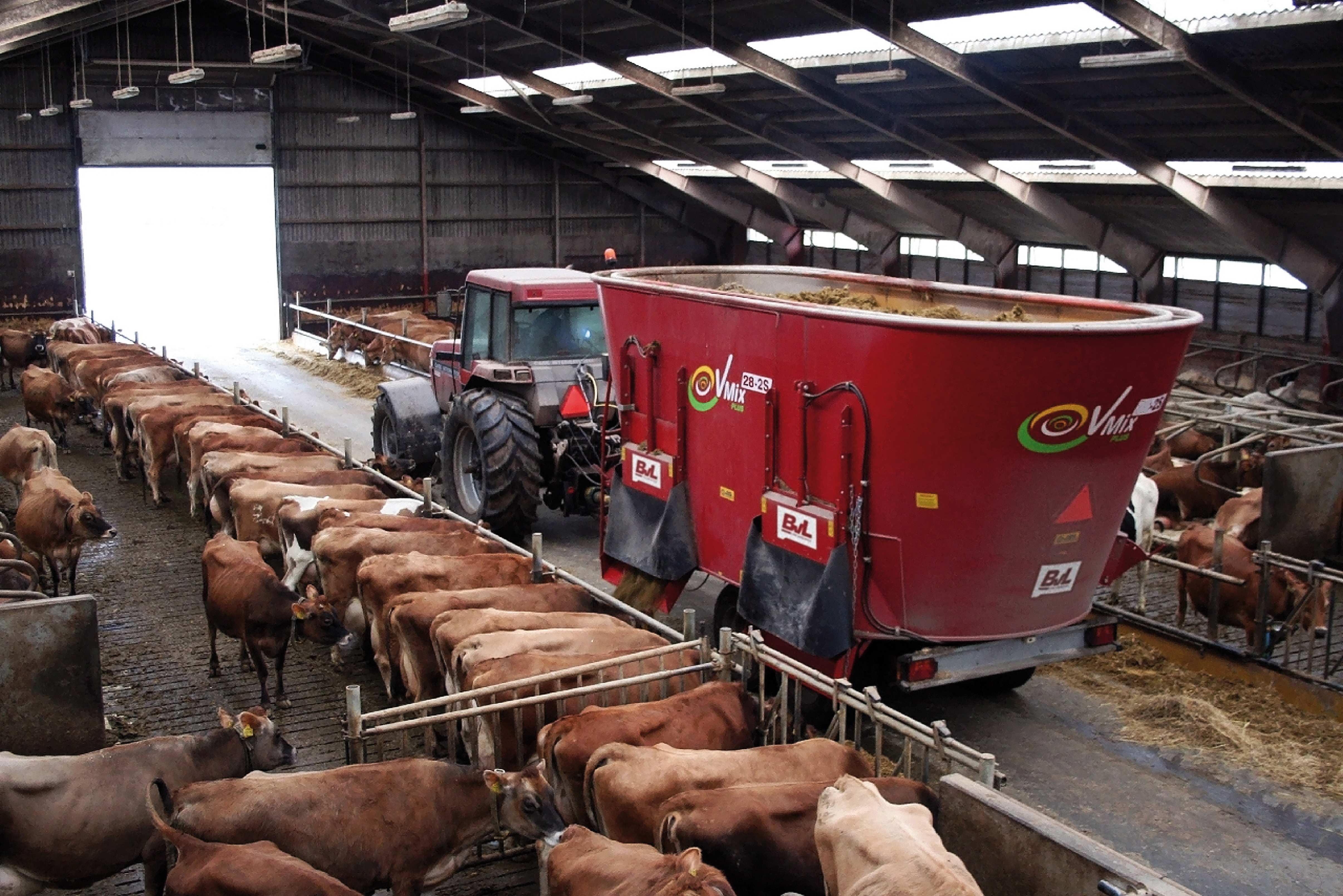
BvL-Futtermischwagen im Einsatz

Dieser Geschäftsbereich ist in der Holding Bernard van Lengerich Maschinenfabrik GmbH &Co. KG angesiedelt. Er bietet fremdbefüllende oder selbstbefüllende Futtermischwagen, die V-Mix Reihe, mit verschiedenen Austragevarianten an. Darüber hinaus werden auch selbstfahrende Futtermischwagen unter dem Produktnamen V-Mix Drive Maximus angeboten. Zur Produktpalette gehören unter der Bezeichnung V-Load und V-Comfort ebenfalls Produkte für die Entnahme- und Einstreutechnik, wie etwa Siloblockschneider und Strohgebläse. Weiterhin wird das mobile Futtermanagementsystem Dairy Feeder angeboten (V-Connect). Darüber hinaus gehören auch Biogas- und Feststoffdosierer (V-Bio) zu den Produkten der BvL-Maschinenfabrik.

### Oberflächentechnik
Der Bereich Oberflächentechnik entspricht der Tochtergesellschaft BvL Oberflächentechnik GmbH. Er produziert wasserbasierte Reinigungsanlagen für Anwendungen in der Industrie, zum Beispiel zum Reinigen von Bauteilen in der Automobilproduktion. Auch im Bereich der Elektromobilität entwickelt und liefert BvL spezielle Reinigungsanlagen. Weitere Branchen sind unter anderem der Schienenverkehr, Härtereien und Gießereien sowie der Maschinenbau. Die Produktpalette der Reinigungsanlagen reicht von Drehteller-, Korbwasch- und Rundtaktanlagen über Durchlaufanlagen bis zu Großteileanlagen. Außerdem werden unter der Bezeichnung Geyser Hochdruckverfahren zur Reinigung, Entgratung und Entlackung angeboten. Mit Entwicklung der modularen Mehrkammer-Tauchreinigungsanlage Atlantic fokussiert BvL seit 2021 auch die Branche der Präzisionsreinigung.
Als besondere Systemkomponenten der Reinigungsanlagen werden Module zur Prozessüberwachung und Qualitätskontrolle (Libelle) sowie intelligente, vernetzte Auswertung- und Kontrollanwendungen (sog. Smart Cleaning) angeboten. Teile der Libelle sind beim Europäischen Patentamt zum Patent angemeldet. Diese Sparte beschäftigte im Geschäftsjahr 2019 168 Mitarbeiter und erwirtschaftete 2023 rund 26,7 Millionen Euro Umsatz.

### Elektrotechnik
Die Elektrotechnik-Sparte der Lengerich-Gruppe ist wie die Maschinenfabrik ein Teil der Holding Bernard van Lengerich Maschinenfabrik GmbH & Co. KG. Es handelt sich um einen seit 1923 bestehenden mittelständischen Handwerksbetrieb für Elektroinstallation, Sicherheitstechnik und Gebäudeautomation.

## Unternehmenskultur
Die Unternehmen der BvL Group sind in vielen Bereichen zertifiziert und ausgezeichnet. Die Qualitätsmanagementsysteme der Bernard van Lengerich Maschinenfabrik GmbH & Co. KG  und der BvL Oberflächentechnik GmbH sind nach ISO 9001 zertifiziert. Zudem verfügt die BvL Oberflächentechnik GmbH über die folgenden Zertifikate und Auszeichnungen: 
- Umweltmanagementsystem ISO 14001
- Managementsystem VDA 6.4
- Fachbetrieb nach dem WHG
- Informationssicherheit TISAX-Label[22]